# Sant Miquel de Naens
Sant Miquel de Naens es troba en el poble de Naens, del terme municipal de Senterada a la comarca del Pallars Jussà.

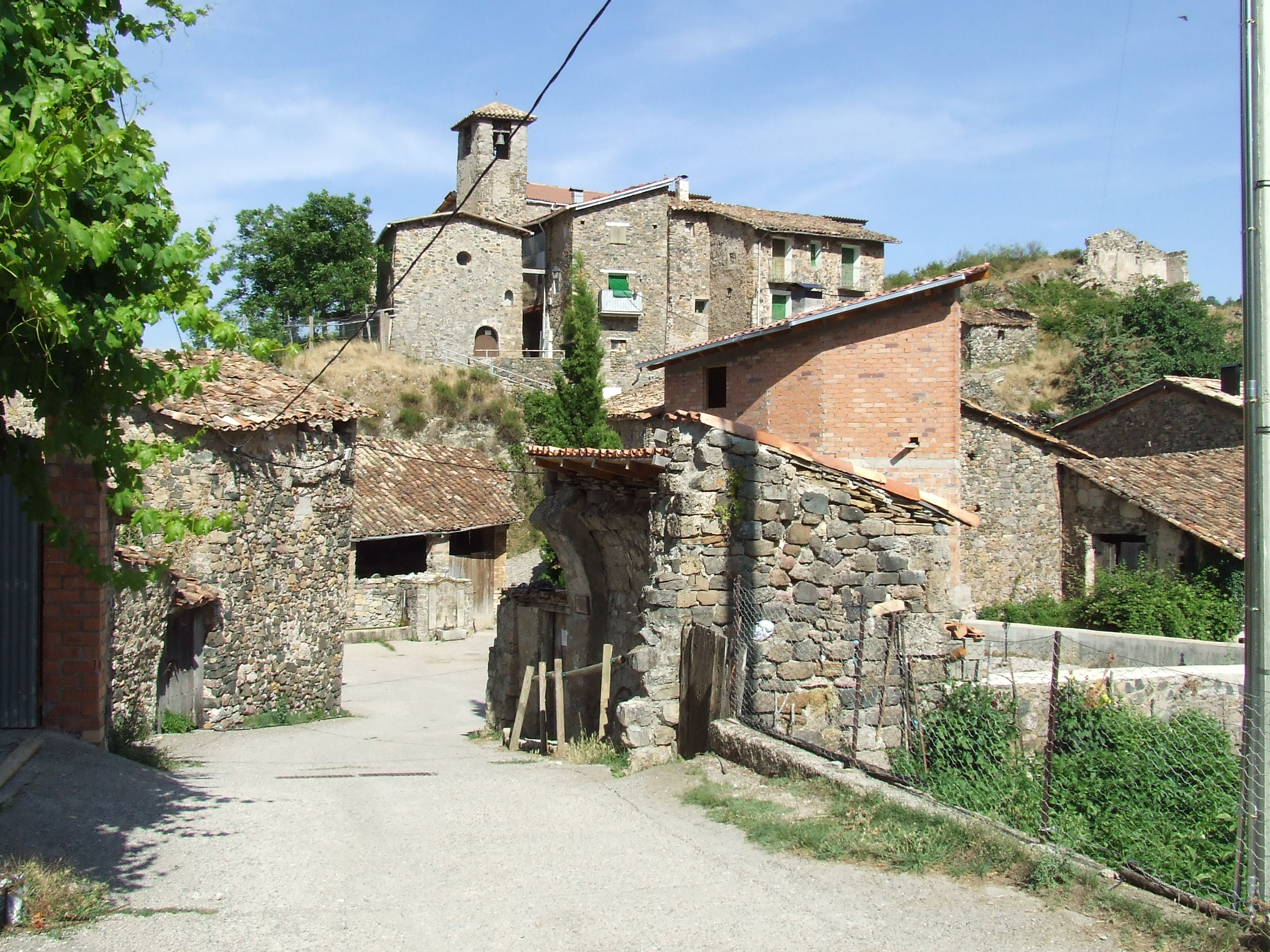
L'antiga església i el carrer que ha quedat obert en enderrocar-na la major part

Possiblement es tracta de la primitiva església parroquial del poble, però caigué en desús, fins que s'enderrocà per eixamplar el pas de vehicles i màquines agrícoles, ja que l'estretor del carrer que quedava entre el temple i les cases adjacents a penes permetien el pas de carros petits. En l'actualitat, el carrer principal del poble passa just pel que era la nau principal de l'església, les restes de la qual es veuen al costat meridional del carrer.
Es tractava d'una església romànica del segle xi, d'una sola nau amb absis únic, coberta amb volta de canó. Només se'n conserva el mur de migdia, amb l'arrencada de la volta.

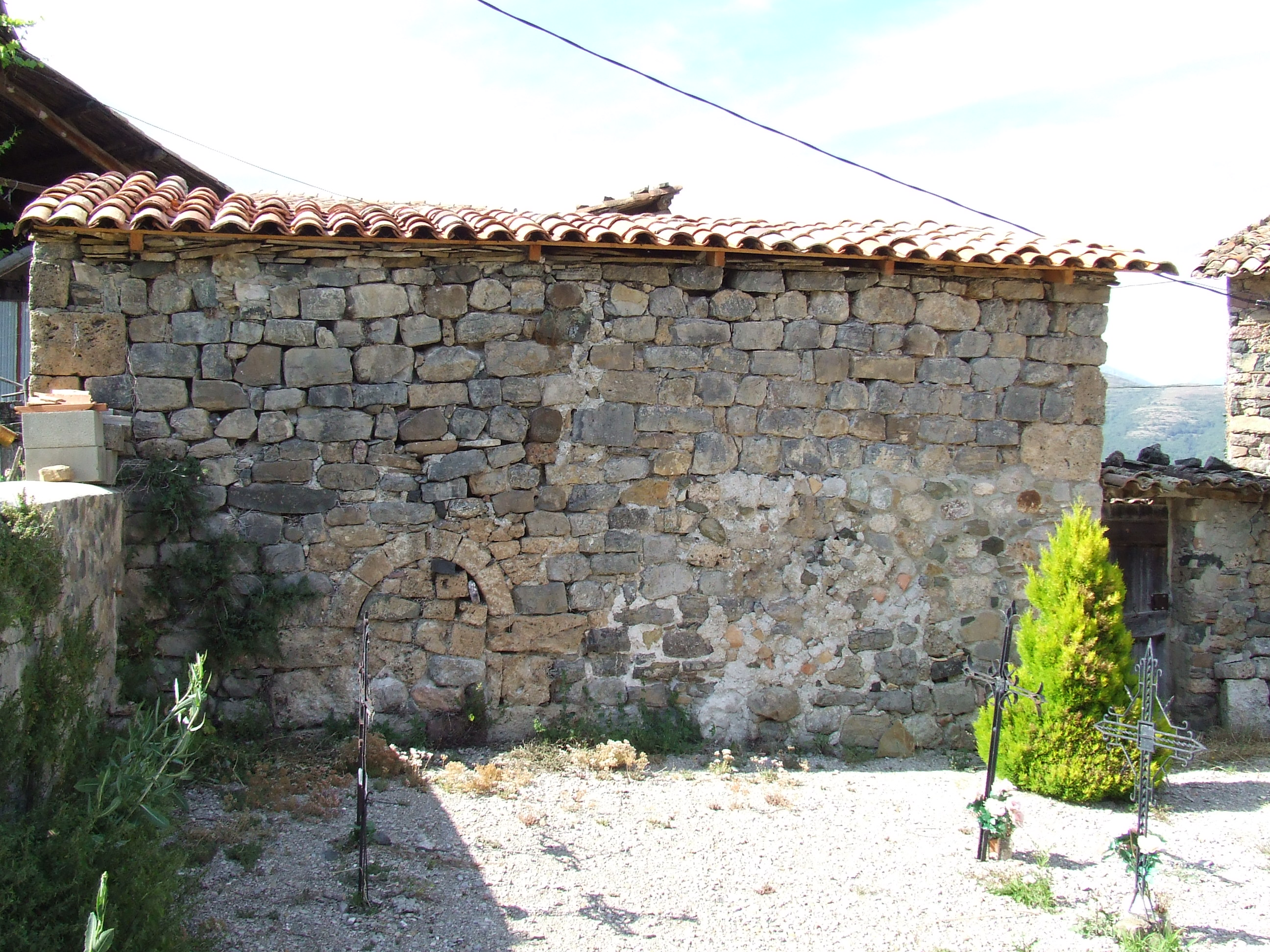
Façana meridiona, part de fora